# Predators
Predators är en amerikansk science fiction-film som hade biopremiär i USA den 9 juli 2010.

## Handling
När Royce (Adrien Brody) vaknar från medvetslöshet finner han sig mitt i fallskärmshoppning som tar honom till en främmande djungel. Snabbt dyker det upp andra personer i samma situation. Det tar inte lång tid förrän de listar ut att de är inte hemma. Gruppen har hamnat på en planet som tillhör brutala utomjordingar. Utomjordingar som kommer att jaga dem som underhållning.

## Om filmen
- Predators är en uppföljare på Rovdjuret och Rovdjuret 2, men har ingenting med Alien vs. Predator-serien att göra.
- Robert Rodríguez skrev manuset 1994, men kunde inte göra den på grund av att budgeten var för stor. 15 år senare beslöt filmstudion att åter studera hans manus. Efter uppdateringar fick manuset klartecken.
- Det är bara nio karaktärer i hela filmen.
- Det tog 53 dagar att filma alla scener i bland annat Kolekole, Austin, Texas och på Hawaii.

## Rollista
| Adrien Brody           | – Royce                                  |
| Topher Grace           | – Edwin                                  |
| Alice Braga            | – Isabelle                               |
| Walton Goggins         | – Stans                                  |
| Oleg Taktarov          | – Nikolai                                |
| Laurence Fishburne     | – Noland                                 |
| Danny Trejo            | – Cuchillo                               |
| Louis Ozawa Changchien | – Hanzo                                  |
| Mahershalalhashbaz Ali | – Mombasa                                |
| Derek Mears            | – Classic Predator                       |
| Brian Steele           | – Falconer Predator / Berserker Predator |
| Carey L. Jones         | – Tracker Predator                       |
| Aaron Richardson       | – Rocky (okrediterad)                    |

### Fotnoter
1. ↑  ”Predators” (på engelska). Box Office Mojo. 21 juli 1990. http://www.boxofficemojo.com/movies/?id=predators.htm. Läst 9 september 2016.